# Kloster Saddell
Kloster Saddell (En: Saddell Abbey; Gäl. Abaid Shaghadail) ist ein ehemaliges Zisterzienserkloster in Schottland. Der Name ist norwegischen Ursprungs („sandy dale“).

## Lage
Das Kloster liegt in Argyll auf der Ostseite der Halbinsel Kintyre.

## Geschichte
Das Kloster wurde im Jahr 1207 von Ragnall (Reginald), dem Sohn von Somerled (King of the Hebrides), gegründet und mit Mönchen aus der irischen Kloster Mellifont besetzt, das seinerseits ein Tochterkloster der Primarabtei Clairvaux war. Das Kloster war wohl bereits zur Regierungszeit Jakobs IV. (1473–1513) eingegangen; die Bischöfe von Argyll benutzten aber noch gelegentlich den Titel eines Kommendatarabts von Saddell.

## Bauten und Anlage
Die Klosteranlage ist jetzt ein Friedhof. Erhalten sind historische Grabsteine.